# Aure soavi e liete
Aure soavi e liete (HWV 84) è una cantata profana drammatica barocca in mi bemolle maggiore composta da Georg Friedrich Händel nel 1707, mentre era al servizio della famiglia Ruspoli come Maestro di cappella a Roma. L'autore del testo è sconosciuto. Altri cataloghi della musica di Händel fanno riferimento al lavoro come HG l,12 (non c'è una certificazione HHA del lavoro). La cantata è scritta per soprano solo e basso continuo ed è divisa in quattro movimenti. La durata dell'esecuzione è di circa otto minuti.

## Storia
Händel compose Aure soavi e liete mentre era ospite di Francesco Maria Marescotti Ruspoli durante il suo soggiorno in Italia. La fattura del copista a Ruspoli per la composizione è datata 16 maggio 1707. Tuttavia Burrows ha ipotizzato che la sua prima esecuzione possa essere stata nel marzo dello stesso anno presso il Palazzo Ruspoli a Cerveteri. Secondo John Mainwaring Handel aveva viaggiato in Italia nel 1706 su invito di Ferdinando de' Medici. Altre fonti affermano che Händel fosse stato invitato da Gian Gastone de' Medici, che Händel aveva incontrato nel 1703–1704 ad Amburgo. Il Medici desiderava far diventare Firenze la capitale italiana della musica, e per questo cercava di attirare i più importanti talenti del momento. Nel 1707 Händel giunse a Roma, dove per due anni fu ospite di Ruspoli, che lo fece suo Maestro di cappella. Durante questo periodo Händel compose anche l'antifona Salve Regina (HWV 241), che fu eseguita nel castello Ruspoli di Vignanello e la cantata secolare Diana Cacciatrice (HWV 79), che fu eseguita nel palazzo Ruspoli di Cerveteri. I suoi oratori del 1707 La Resurrezione (HWV 47) e  Il trionfo del tempo e del disinganno (HWV 46a), entrambi dedicati a Francesco Maria Marescotti Ruspoli, furono eseguiti a Roma nei palazzi delle famiglie Ruspoli ed Ottoboni. Händel rimase in Italia fino al 1710 e Antonio Caldara gli succedette nel 1709 come Maestro di Cappella della famiglia Ruspoli.

## Struttura
Il lavoro è scritto per soprano solo e clavicembalo (con marcature sparse di basso figurato). La cantata contiene due abbinamenti recitativo-aria.

## Movimenti
Il lavoro è composto di quattro movimenti:
| Movimento | Tipo       | Tonalità            | Metro | Tempo  | Battute | Testo |
| --------- | ---------- | ------------------- | ----- | ------ | ------- | --- |
| 1         | Recitativo |                     | 4/4   |        | 17      | Aure soavi e liete, ombre notturne e chete, voi dall'estivo ardore, dolci ne difendete. Ma non trova il mio core, nel suo cocente ognor loco amoroso, chi lo difenda o chi gli dia riposo. onde fra voi solingo di parlar a colei che pur non m'ode, aure soavi, ombre notturene io fingo. |
| 2         | Aria       | mi bemolle maggiore | 4/4   | Adagio | 21      | Care luci, che l'alba rendete quand'a me cosi belle apparite voi nel cor mille fiamme accendete, ma pietà dell'ardor non sentite. |
| 3         | Recitativo |                     | 4/4   |        | 8       | Pietà, Clori, pietà! se quel che pietà sia dentro al tuo cor si sa, deh! fa che l'alma mia veda e conosca a prova che la pietà nel tuo bel cor si trova. |
| 4         | Aria       | sol minore          | 3/8   |        | 34      | Un'aura flebile, un'ombra mobile sperar mi fà, che Clori amabile nell'alma nobile senta pietà. |

I movimenti non contengono segnature di ripetizione. Il numero delle battute è il numero indicato sul manoscritto. Quanto sopra è tratto dal volume 50 della edizione Händel-Gesellschaft.